# Talking to Yourself
Talking to Yourself è un singolo della cantante canadese Carly Rae Jepsen, pubblicato il 16 settembre 2022 come terzo estratto dal sesto album in studio The Loneliest Time.

## Pubblicazione
Il singolo è una traccia dance pop e synth pop nella quale Jepsen ricorda una relazione passata e si domanda se egli provi ancora dei sentimenti per lei. La produzione è stata descritta come contagiosa e ballabile, in particolare per quanto riguarda il ritornello.
Il 13 settembre 2022, la cantante ha condiviso un'anteprima di 17 secondi sui suoi account social, annunciando l'uscita del brano per il venerdì successivo in vista della sua quarta tournée So Nice Tour.

## Video musicale
Il video musicale del brano è stato pubblicato su YouTube il 16 settembre, in concomitanza con la pubblicazione del singolo.

## Classifiche
| Classifica (2022) | Posizione massima |
| ----------------- | ----------------- |
| Giappone          | 8                 |